# 보증인적 지위
보증인적 지위(保證人的 地位)란 부작위범에 있어서 일정한 법익과 특수하고도 밀접한 관계를 맺고 있어서 그 법익이 침해되는 결과의 발생을 방지해야 할 행위자의 특별한 지위를 말한다.